# Bartosik János
Bartosik János (Rákoskeresztúr, 1948. május 15. –) labdarúgó, csatár.

## Pályafutása
1969 elején igazolt a Rákoskeresztúrból a Ganz-MÁVAG-ba. 1970 és 1973 között volt a Ferencváros labdarúgója. 1970. március 15-én mutatkozott be az élvonalban a Haladás VSE ellen, ahol 1–1-es döntetlen született. Háromszoros bajnoki ezüstérmes és egyszeres magyar kupa-győztes a csapattal. Utolsó élvonalbeli mérkőzésén a Szegedi EOL ellen 0–0-s döntetlen született. A Fradiban összesen 30 mérkőzésen szerepelt (16 bajnoki, 12 nemzetközi és 2 hazai díjmérkőzés). 1973 nyarán a Bp. Volánhoz szerződött.

## Sikerei, díjai
- Magyar bajnokság
  - 2.: 1970-tavasz, 1970–71, 1972–73
- Magyar kupa (MNK)
  - győztes: 1972